# ريكو كاتاوكا
ريكو كاتاوكا (باليابانية: 片岡礼子؛ بالكانا: かたおか れいこ) هي ممثلة يابانية، ولدت في 20 ديسمبر 1971 في إهيمه في اليابان.

## وصلات خارجية
- ريكو كاتاوكا على موقع IMDb (الإنجليزية)
- ريكو كاتاوكا على موقع قاعدة بيانات الفيلم (الإنجليزية)